# Сельское поселение Бородинское (Московская область)
Сельское поселение Бороди́нское — упразднённое 8 февраля 2018 года муниципальное образование в бывшем Можайском муниципальном районе Московской области.
Административный центр — деревня Бородино.

## Население
| 2006  | 2007  | 2008  | 2009  | 2010  | 2011  |
| ----- | ----- | ----- | ----- | ----- | ----- |
| 3047  | ↘3007 | ↗3028 | ↗3046 | ↘2879 | ↗2883 |
| 2012  | 2013  | 2014  | 2015  | 2016  | 2017  |
| →2883 | ↗2922 | ↘2902 | ↘2861 | ↗2867 | ↘2804 |
| 2018  |       |       |       |       |       |
| ↘2780 |       |       |       |       |       |

## Географические данные
Общая площадь территории муниципального образования — 218,2.
Муниципальное образование находится в центральной части Можайского района и граничит с:
- городским поселением Можайск (на востоке);
- сельским поселением Борисовское (на юге);
- городским поселением Уваровка (на западе);
- сельским поселением Порецкое (на западе и северо-западе);
- сельским поселением Горетовское (на севере).

По территории поселения протекают несколько рек, в том числе Колочь и Воинка. Северо-западной границей поселения является южный берег Можайского водохранилища.

## История

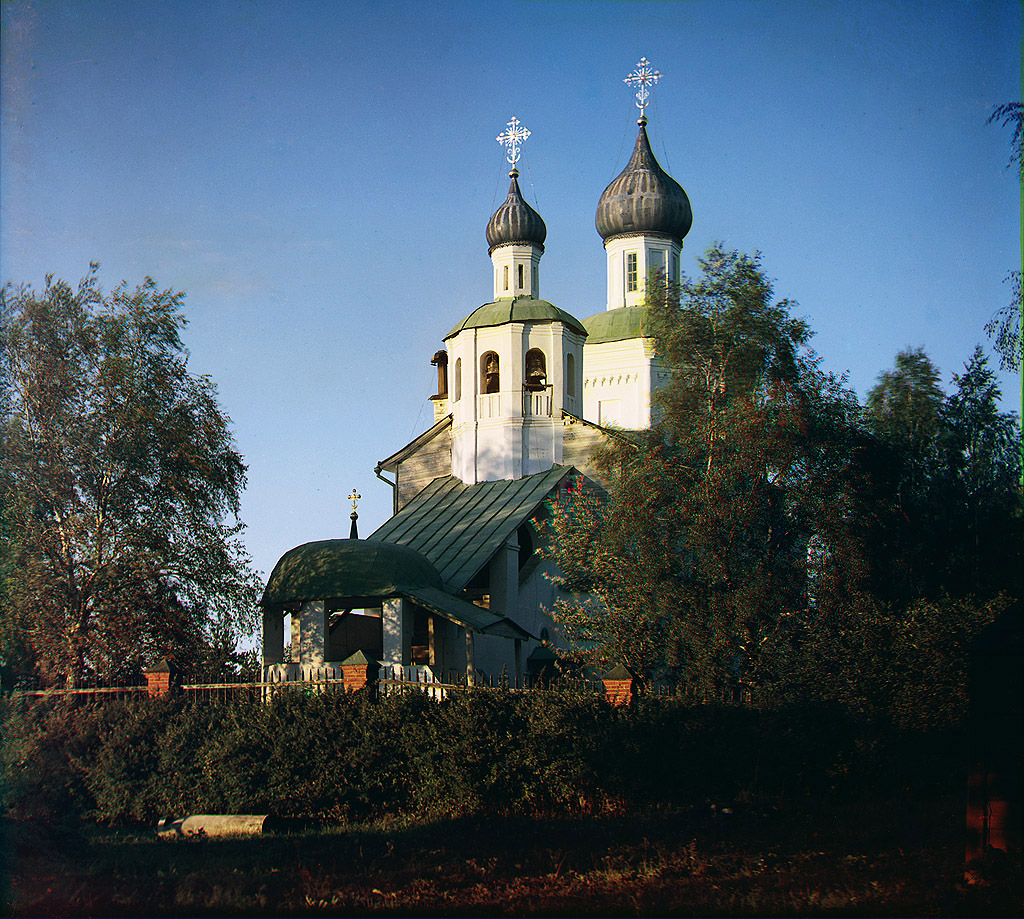
Церковь в Бородине, 1911

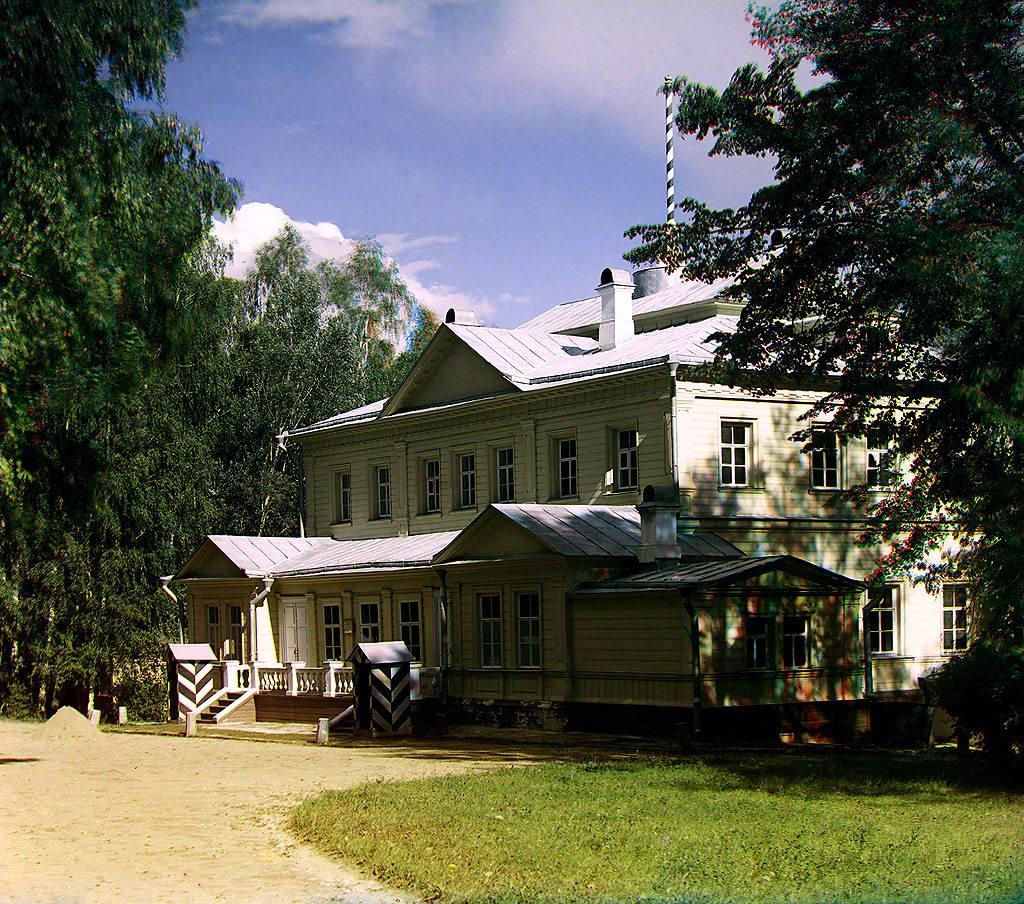
Дворец в Бородине, 1911

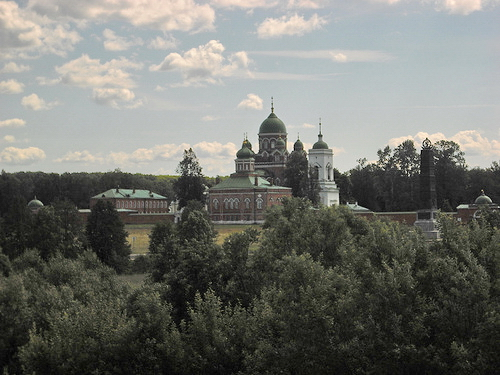
Спасо-Бородинский монастырь, вид со стороны д. Семёновское

Муниципальное образование было первоначально сформировано законом от 21 декабря 2004 года «О статусе и границах Можайского муниципального района и вновь образованных в его составе муниципальных образований». Новая версия этого закона была принята в марте 2005 года. В состав сельского поселения вошли населённые пункты позже упразднённых административно-территориальных единиц Бородинского, Кукаринского и Синичинского сельских округов Можайского района Московской области:

## Населённые пункты сельского поселения Бородинское
Сельское поселение Бородинское включает 46 населённых пунктов:
| Вид     | Наименование             | Население, чел. | ОКАТО          | Бывшая административная единица |
| ------- | ------------------------ | --------------- | -------------- | ------------------------------- |
| деревня | Антоново                 | 23              | 46 233 843 024 | Синичинский сельский округ      |
| деревня | Бабынино                 | 7               | 46 233 843 017 | Синичинский сельский округ      |
| деревня | Беззубово                | 17              | 46 233 804 007 | Бородинский сельский округ      |
| посёлок | Бородино                 | 288             | 46 233 804 017 | Бородинский сельский округ      |
| деревня | Бородино                 | 60              | 46 233 804 001 | Бородинский сельский округ      |
| посёлок | Бородинского Лесничества | 137             | 46 233 804 018 | Бородинский сельский округ      |
| посёлок | Бородинского Музея       | 51              | 46 233 804 016 | Бородинский сельский округ      |
| посёлок | Бородинское Поле         | 708             | 46 233 804 030 | Бородинский сельский округ      |
| деревня | Валуево                  | 42              | 46 233 804 013 | Бородинский сельский округ      |
| деревня | Воронцово                | 16              | 46 233 843 019 | Синичинский сельский округ      |
| посёлок | Ворошилово               | 0               | 46 233 804 015 | Бородинский сельский округ      |
| деревня | Головино                 | 15              | 46 233 804 021 | Бородинский сельский округ      |
| деревня | Горки                    | 169             | 46 233 804 002 | Бородинский сельский округ      |
| деревня | Горячкино                | 3               | 46 233 804 023 | Бородинский сельский округ      |
| деревня | Грязи                    | 4               | 46 233 804 022 | Бородинский сельский округ      |
| деревня | Доронино                 | 1               | 46 233 804 014 | Бородинский сельский округ      |
| деревня | Ковалёво                 | 5               | 46 233 804 009 | Бородинский сельский округ      |
| деревня | Косьмово                 | 7               | 46 233 804 029 | Бородинский сельский округ      |
| деревня | Красноиншино             | 9               | 46 233 804 026 | Бородинский сельский округ      |
| деревня | Криушино                 | 30              | 46 233 831 005 | Кукаринский сельский округ      |
| деревня | Крылатки                 | 3               | 46 233 843 027 | Синичинский сельский округ      |
| деревня | Крюково                  | 12              | 46 233 843 021 | Синичинский сельский округ      |
| деревня | Кубаревка                | 2               | 46 233 804 024 | Бородинский сельский округ      |
| деревня | Левашово                 | 4               | 46 233 804 028 | Бородинский сельский округ      |
| посёлок | Леспромхоза              | 123             | 46 233 831 012 | Кукаринский сельский округ      |
| деревня | Логиново                 | 109             | 46 233 804 008 | Бородинский сельский округ      |
| деревня | Малые Решники            | 0               | 46 233 843 016 | Синичинский сельский округ      |
| деревня | Новое Село               | 15              | 46 233 804 005 | Бородинский сельский округ      |
| деревня | Новомихайловка           | 9               | 46 233 843 025 | Синичинский сельский округ      |
| деревня | Подсосенье               | 6               | 46 233 843 014 | Синичинский сельский округ      |
| деревня | Поздняково               | 18              | 46 233 843 026 | Синичинский сельский округ      |
| деревня | Поминово                 | 11              | 46 233 843 018 | Синичинский сельский округ      |
| деревня | Псарёво                  | ?               | 46 233 804 004 | Бородинский сельский округ      |
| деревня | Псарёво                  | ?               | 46 233 843 020 | Синичинский сельский округ      |
| деревня | Романцево                | 6               | 46 233 804 025 | Бородинский сельский округ      |
| деревня | Семёновское              | 104             | 46 233 804 010 | Бородинский сельский округ      |
| посёлок | станции Колочь           | 34              | 46 233 804 020 | Бородинский сельский округ      |
| деревня | Старое Село              | 16              | 46 233 804 006 | Бородинский сельский округ      |
| деревня | Татариново               | 127             | 46 233 804 003 | Бородинский сельский округ      |
| деревня | Троица                   | 101             | 46 233 804 027 | Бородинский сельский округ      |
| деревня | Тушков Городок           | 4               | 46 233 843 023 | Синичинский сельский округ      |
| посёлок | Учхоза «Александрово»    | 647             | 46 233 804 019 | Бородинский сельский округ      |
| деревня | Фалилеево                | 1               | 46 233 843 015 | Синичинский сельский округ      |
| деревня | Фомкино                  | 7               | 46 233 804 012 | Бородинский сельский округ      |
| деревня | Черняки                  | 13              | 46 233 843 022 | Синичинский сельский округ      |
| деревня | Шевардино                | 80              | 46 233 804 011 | Бородинский сельский округ      |

В сельском поселении две деревни Псарёво, которые ранее входили в ныне упразднённые разные сельские округа, одна в Бородинский, а другая в Синичинский.

## Органы власти
Структуру органов местного самоуправления сельского поселения составляют:
- Совет депутатов сельского поселения Бородинское — выборный представительный орган местного самоуправления, в состав которого входят 10 депутатов, избираемых сроком на 4 года[22],
- Глава сельского поселения Бородинское — избирается жителями поселения сроком на 4 года[23], является также главой администрации[24],
- Администрация сельского поселения Бородинское — исполнительно-распорядительный орган местного самоуправления[25].

Весной 2011 года в сельском поселении разгорелся скандал: глава сельского поселения — Склюева Майя Валерьевна — была временно отстранена от должности в связи с подозрениями в незаконном выделении земли на территории Бородинского музея-заповедника. В сентябре 2012 года она была признана виновной в мошенничестве и приговорена Можайским районным судом к 5 годам колонии. 4 марта 2012 года на досрочных перевыборах главой сельского поселения была выбрана Азаренкова Мария Григорьевна.
Председатель Совета депутатов сельского поселения — Берестянский Александр Владимирович (с 24 ноября 2011 года, в результате перевыборов). Переизбран на второй срок в сентябре 2013 года.

## Достопримечательности
- Бородинский военно-исторический музей-заповедник и Бородинское поле
- Спасо-Бородинский женский монастырь
- Церковь Смоленской иконы Божией Матери (д. Бородино)